# Louis-Sébastien Le Nain de Tillemont
 (novembre 2023).
Si vous disposez d'ouvrages ou d'articles de référence ou si vous connaissez des sites web de qualité traitant du thème abordé ici, merci de compléter l'article en donnant les références utiles à sa vérifiabilité et en les liant à la section « Notes et références ».
Louis-Sébastien Le Nain de Tillemont, né à Paris le 30 novembre 1637 et mort le 10 janvier 1698, est un prêtre catholique et historien français.

## Biographie
Il appartenait à une famille de la noblesse de robe, originaire de Tours, mais entrée depuis la fin du XVIe siècle au Conseil du Roi et au Parlement de Paris (avec Jean Le Nain, seigneur de Beaumont, devenu secrétaire du roi en 1590). Son père, Jean IV Le Nain (1613-1698), propriétaire du domaine et du château de Tillemont (près de Montreuil), fut conseiller au Parlement à partir de 1632, maître des requêtes de l'Hôtel en 1642 ; il est resté célèbre pour sa fameuse Table du Parlement en 83 volumes, compilation méthodique, accompagnée de notices érudites, d'extraits des registres du Parlement de Paris depuis le XIIIe siècle, monument important de l'histoire du droit. Sa mère, de son nom de jeune fille Marie Le Ragois, était d'une famille issue de la finance et comptant également plusieurs membres de la magistrature et de la haute administration royale. Le couple, très pieux, lié aux milieux jansénistes, eut au moins sept enfants ayant vécu.
Louis-Sébastien suivit d'abord l'enseignement des Petites écoles de Port-Royal. En 1661, sur la recommandation de Lemaistre de Sacy, il fut admis au séminaire de Beauvais, ville dont l'évêque était alors (de 1650 à 1679) Nicolas Choart de Buzenval, ancien avocat, parlementaire et conseiller d'État, très lié à Port-Royal et aux jansénistes (le séminaire de son diocèse passait alors pour l'« université » de ce courant). Louis-Sébastien Le Nain fut élève du séminaire pendant trois ans (1661-1664), puis emménagea chez le chanoine Godefroy Hermant (ancien recteur de l'Université de Paris de 1646 à 1648, figure dominante du corps professoral du séminaire), où il resta de 1664 à 1669. Après la « Paix de l'Église » et la réouverture de Port-Royal des Champs, Le Nain se joignit aux « Messieurs » et alla vivre à proximité de l'établissement, où il se rendait souvent. Il fut ordonné sous-diacre en 1672, et prêtre en 1676. En 1679, les « Solitaires de Port-Royal » furent dispersés sur l'ordre de l'archevêque de Paris, François Harlay de Champvallon, et Le Nain se retira à Tillemont, petite propriété de sa famille, entre Montreuil et Vincennes. Il y mena jusqu'à sa mort une vie très austère, se consacrant à ses travaux historiques. Il commença la publication de l'Histoire des empereurs... en 1690, des Mémoires pour servir à l'histoire ecclésiastique... en 1693, mais seulement quatre volumes (sur six) de la première et quatre volumes (sur seize) des seconds parurent de son vivant. Il passa également deux ans à collecter des documents et à établir des notes sur saint Louis pour le compte de Lemaistre de Sacy (mort en 1684), qui disparut trop tôt pour les utiliser (ce travail fut publié en six volumes par la Société de l'histoire de France en 1847-51).

## Travaux
Sa vocation d'historien s'était éveillée notamment à la lecture des Annales ecclésiastiques de César Baronius, et il avait conçu très jeune l'idée de remonter aux sources où cet auteur avait puisé. Il commença dès l'âge de dix-huit ans (en 1655) à rassembler minutieusement la matière de ses deux grands ouvrages, qui sont donc le fruit d'un travail de plus de quarante ans. Le chanoine Hermant, auprès duquel il étudia pendant huit ans, était un spécialiste reconnu de l'histoire des premiers siècles de l'Église.
Il se montre dans la méthode historique un disciple de Dom Mabillon.
Sa méthode est fondée sur une utilisation de matériaux historiques « fiables », validés par un examen scrupuleux et des principes de critique historique. Il écrit dans un style simple, débarrassé des fioritures littéraires, et donne beaucoup de détails concrets et précis. Il n'écrit pas pour le grand public mais pour des érudits, et appuie sa légitimité sur l'expérience, qui lui permettrait de séparer les vraies informations des fausses.
Il étudie comme un tout la période qui va d'Auguste à Justinien, sans marquer la différence entre l'Occident et l'Orient, mais la séparation entre ses deux grands ouvrages témoigne de son souci de bien distinguer l'histoire profane et l'histoire ecclésiastique, dégageant ainsi la logique propre du pouvoir politique.
Après sa mort, son œuvre d'historien fut attaquée par le père Honoré de Sainte-Marie, grand adversaire du jansénisme, dans ses Réflexions sur les règles et l'usage de la critique (3 vol., 1712-1720). Mais la réputation considérable et l'influence très durable, y compris à l'étranger, de Le Nain de Tillemont apparaissent par exemple dans les très nombreuses citations que fait de lui Edward Gibbon.
Il fut inhumé dans l'église Saint-André-des-Arts à Paris.

## Hommages
À Montreuil, dans le département de la Seine-Saint-Denis, une rue et un collège portait son nom. Le collège en question a ensuite changé son nom en Oum Kalthoum le 2 octobre 2023. La rue, elle, a gardé le nom de l'historien janséniste jusqu'à ce jour.

## Œuvres principales
- Histoire des empereurs et des autres princes qui ont régné durant les six premiers siècles de l'Église (6 vol.), 1690-97, 1701, 1738.
- Mémoires pour servir à l'histoire ecclésiastique des six premiers siècles, justifiés par les citations des auteurs originaux avec une chronologie où l'on fait un abrégé de l'histoire ecclésiastique et avec des notes pour éclaircir les difficultés des faits et de la chronologie (16 volumes contenant des gravures de Simon Thomassin), chez Charles Robustel, Paris, 1693-1712.
- Vie de saint Louis roi de France (6 vol.), éd. Jules Renouard, Paris, 1847-51.

Édition J. de Gaulle, d’après le manuscrit inédit de la bibliothèque nationale, et accompagné de notes & d’éclaircissements (milieu XIXe) :
vol. 1 sur Google Livres, vol. 2 sur Google Livres, vol. 3 sur Google Livres, vol. 4 sur Google Livres, vol. 5 sur Google Livres, vol. 6 sur Google Livres.
- Calendrier des fêtes des saints illustres, 1919.